# 7043 Godart
7043 Godart è un asteroide della fascia principale. Scoperto nel 1934, presenta un'orbita caratterizzata da un semiasse maggiore pari a 2,2444210 UA e da un'eccentricità di 0,1856549, inclinata di 5,99419° rispetto all'eclittica.